# Machaneng (underdistrikt)
Machaneng är ett underdistrikt i Botswana.   Det ligger i distriktet Central, i den östra delen av landet, 210 km nordost om huvudstaden Gaborone.
Omgivningarna runt Machaneng är huvudsakligen savann. Runt Machaneng är det mycket glesbefolkat, med 6 invånare per kvadratkilometer.